# Tamta
Tamta Goduadze (gruzínsky თამთა გოდუაძე; řecky Τάμτα Γκοντουάτζε, Támta Nkontouátze; * 10. ledna 1981 Tbilisi, Gruzínská SSR), známá jako Tamta, je gruzínsko-řecká zpěvačka. Svou popularitu v Řecku a na Kypru získala v roce 2004 poté, co se zúčastnila soutěže Super Idol, ve které se umístila na druhém místě. Později vydala řadu singlů a alb, které se umístily v řeckých a kyperských hitparádách. V roce 2014 byla porotcem v soutěži X Factor v Gruzii, v roce 2016 i v Řecku.
V roce 2019 reprezentovala Kypr v soutěži Eurovision Song Contest s písní Replay. Se ziskem 109 bodů ve velkém finále skončila na 13. místě. Podle počtu bodů jde o 3. nejlepší výsledek pro Kypr v soutěži.

## Životopis
Tamta Goduadze se narodila a vyrostla v Tbilisi v Gruzii, zpívat začala v pěti letech. Ve čtrnácti letech si vzala svého šestnáctiletého přítele a později porodila dceru Annie. Během vychovávání dcery dokončila střední školu, poté nastoupila na Tbiliskou státní univerzitu. Po šesti letech manželství se však s manželem rozvedla a imigrovala do Řecka, kam předtím imigrovala také její matka a její bratr. Tamta se usídlila v Athénách, v té době však neměla povolení k pobytu v Řecku. Pracovala jako uklízečka, stejně jako její matka.

### 2003–2006:Super Idola začátky kariéry
V roce 2003 jí jedna z athénských rodin, pro kterou Tamta pracovala jako uklízečka, doporučila, aby se zúčastnila pěvecké soutěže Super Idol, čímž by také mohla získat povolení k pobytu v Řecku. Rozhodla se pro účast a následně postoupila až do finále. V soutěži skončila na druhém místě. Po úspěchu v soutěži podepsala smlouvu s řeckou nahrávací společnosti Minos EMI, aby mohla začít profesionální hudební kariéru. V roce 2004 vydala svůj první singl Eisai To Allo Mou Miso, společně se zpěvákem Stavrosem Konstantinou, vítězem soutěže Super Idol.
Na začátku roku 2006 ve spolupráci se společností Minos EMI vydala Tamta album Tamta. V tomto roce také začala veřejně vystupovat s Thanosem Petrelisem, Katerinou Stanisiovou a Apostoliou Zoi v Apollonasu. Obdržela také ocenění "Nejlepší nový umělec" od Mad Video Music Awards.

### 2007–2009:Agapise me, soundtracky a reklamní kampaň
V lednu 2007 oznámila Helénská rozhlasová a televizní stanice (ERT), že se Tamta zúčastní řeckého národního finále pro Eurovision Song Contest 2007 s písní With Love. Ačkoliv se v soutěži umístila píseň na třetím místě, umístila se na druhém místě v řecké hitparádě a v hitparádách se držela celkem 21 týdnů. Tamta později v roce 2007, konkrétně 16. května, vydala druhé album, nazvané Agapise me. Ještě v roce 2007 Tamta nahrála soundtrack pro řecký televizní seriál Latremenoi Mou Geitones, soundtrack pro reklamní kampaň společnosti LACTA. Stala se také ambasadorkou společností SKECHERS & AVON Cosmetics.
V červnu 2008 Tamta v rozhovoru uvedla, že by ráda reprezentovala Kypr na Eurovision Song Contest 2009. V médiích se též mluvilo o tom, že Kyperská vysílající korporace (CyBC) byla s Tamtou v kontaktu. Později média informovala i o tom, že ERT chtěla Tamtu vyslat na Eurovision Song Contest 2009 po úspěchu Kalomiry a se snahou získat si popularitu v bývalém východním bloku, kde Kalomira skončila na třetím místě. Tyto informace však byly později vyvráceny – Řecko v roce 2009 reprezentoval Sakis Rouvas po výběru právě ze strany ERT.
Na začátku roku 2009 vydala Tamta singl "Koita me" jako první singl svého příštího alba.

### 2010–2013:Tharros i alitheiaaRENT
V březnu 2010 vydala Tamta třetí album - Tharros I Alitheia. Společně se Sakisem Rouvasem vydala také stejnojmenný singl. Ve stejném roce také vydala další dva singly, konkrétně singl Egoista, společně s Isaiasem Matiabou, a singl Fotia. Hrála také v jedné sérii řecké verze muzikálu RENT.
V roce 2011 vydala dva singly: Zise To Apisteuto a Tonight s Claydee & Playmen jako hostujícími interprety. V tomto roce také několikrát živě vystoupila v Soluni se Sakisem Rouvasem a Eleni Foureirou. O rok později vydala opět dva singly s názvy S' Agapao a Pare Me. V letech 2013 a 2014 živě vystoupila v Teatro Music Hall Athény s dalšími řeckými interprety.

### 2014 – současnost:X Factor,Cabaret,Tamta X Attrativoa Eurovize
V roce 2014 vydala znovu dva singly. Jeden z nich se nazývá Gennithika Gia Sena, jako hostující interpret se na něm podílela též zpěvačka Xenia Ghali. Druhý singl se nazýval Den Eimai Oti Nomizeis. V letech 2014 a 2015 byla porotcem gruzínské verze soutěže X Factor. V roce 2015 poté vydala singl Unloved, který byl taktéž zvažován jako možná píseň pro reprezentaci Řecka na Eurovision Song Contest 2015. V roce 2016 vydala singl To Kati Parapano. V letech 2016 až 2017 byla opět porotkyní X Factoru, tentokrát však řecké verze.
V roce 2017 vydala singly Protimo, Ilious Kai Thalasses a More Than A Summer Love (anglická verze Ilious Kai Thalasses). V letech 2017 až 2018 Tamta hrála roli Shally Bowles v řecké verzi muzikálu Cabaret. Na začátku roku 2018 opět několikrát vystoupila a během roku vydala singl Arxes Kalokairiou a jeho anglickou verzi Tag You In My Sky. V červenci 2018 vystoupila též s českým zpěvákem Mikolasem Josefem.
V prosinci 2018 bylo uveřejněno, že Tamta bude reprezentovat Kypr na Eurovision Song Contest 2019 s písní Replay. Tamta již rok předtím dostala nabídku reprezentovat Kypr s písní Fuego, tuto nabídku ale odmítla. Kypr následně s písní Fuego reprezentovala Eleni Foureira, která skončila na druhém místě, což je zatím nejlepší výsledek pro Kypr v této soutěži. Obě písně, jak Replay, tak Fuego, byly napsány řecko-švédským skladatelem Alexem P. Videoklip písně Replay byl vydán 5. března 2019.

## Diskografie

### Alba
| Název              | Podrobnosti                                |
| ------------------ | ------------------------------------------ |
| Tamta              | - Vydáno: 2006 - Vydavatel: EMI            |
| Agapise Me         | - Vydáno: 16. května 2007 - Vydavatel: EMI |
| Tharros I Alitheia | - Vydáno: 2010 - Vydavatel: EMI            |

### Další alba
| Název         | Podrobnosti                                             |
| ------------- | ------------------------------------------------------- |
| Best of Tamta | - Vydáno: 2017 - Vydavatel: EMI - Formát: Digitální, CD |